# Spam-Sketch

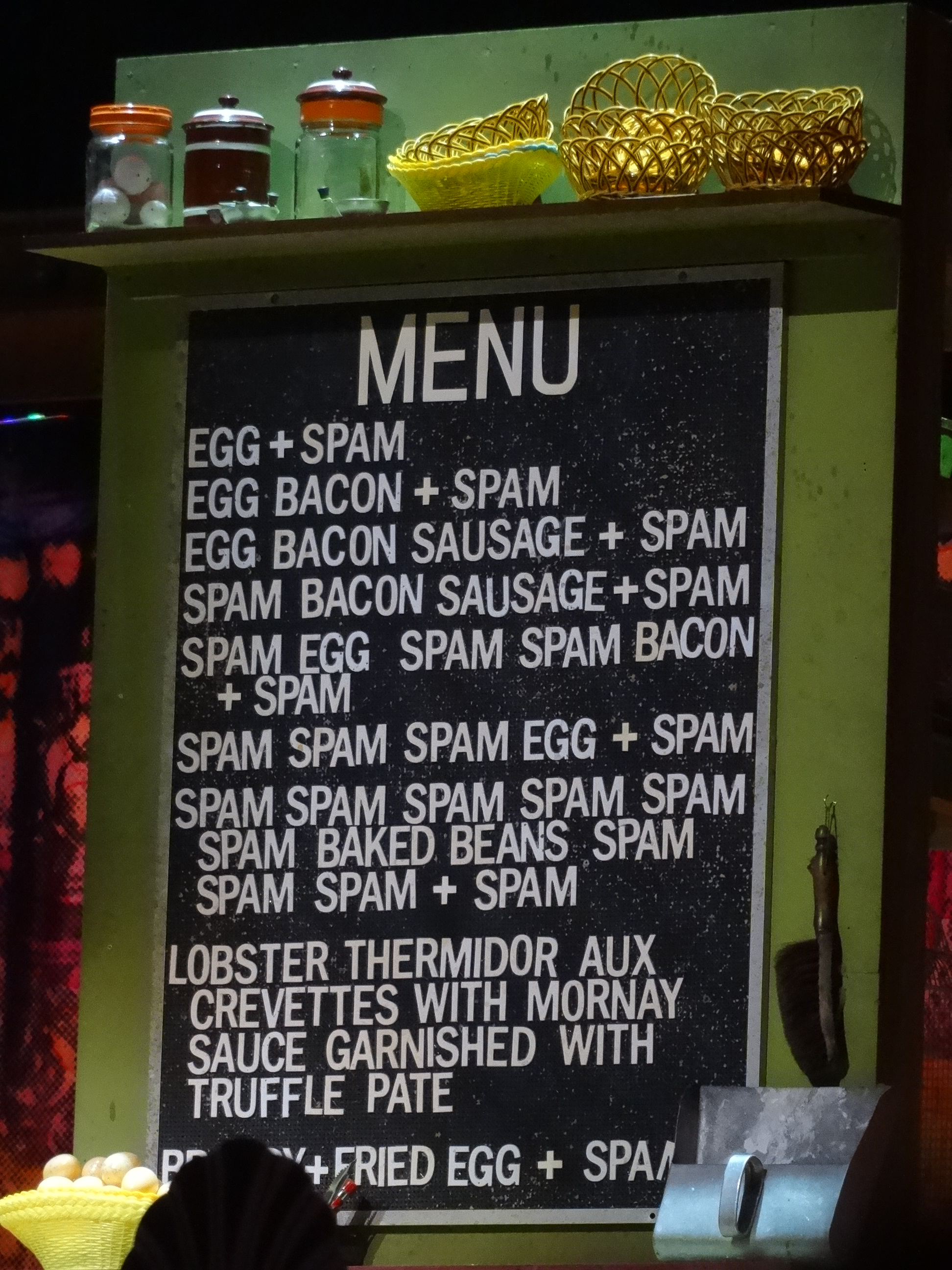
Ausschnitt aus Monty Python’s Flying Circus: Das Speisemenü.

Der Spam-Sketch (im Original Spam) ist ein Sketch der britischen Komikergruppe Monty Python.
Der Sketch wurde ursprünglich für die Serie Monty Python’s Flying Circus geschrieben und zum ersten Mal am 15. Dezember 1970 in der Folge 25 (Folge 12 von Staffel 2) ausgestrahlt. Seine besondere Berühmtheit erlangte der Sketch dadurch, dass durch ihn die Bezeichnung „Spam“ für Massenmails zu Werbezwecken im Internet eingeführt wurde, obwohl es sich eigentlich um ein Lebensmittel handelt: Spiced Ham, dt. „gewürzter Schinken“.

## Inhalt
Der Sketch beginnt damit, dass ein Ehepaar (Eric Idle als Mann, Graham Chapman als Frau) in einen Imbiss „einschwebt“, indem sie an Drähten herabgelassen werden. Hinter dem Tresen steht eine „Pepperpot Lady“ (Terry Jones, die „Pythons“ bezeichneten in den Drehbüchern alle Frauen, die von einem der männlichen Komiker dargestellt wurden, als „Pepperpots“, also „Pfefferstreuer“, um Verwechslungen mit weiblich besetzten Frauenrollen zu vermeiden). Alle anderen Gäste des Imbisses sind Wikinger. Der Mann fragt die Kellnerin, was es denn so zu essen gebe, und diese beginnt, die Speisekarte vorzulesen. Je länger die Speisekarte wird, desto mehr Spam enthalten die Gerichte, es beginnt mit „Eier und Spam“ und führt bis zu „Spam, Spam, Spam, Spam, Spam, Spam, gebackene Bohnen, Spam, Spam, Spam und Spam“.
Auf die Frage der Frau, ob es denn gar nichts ohne Spam gebe, antwortet die Kellnerin, sie könne „Spam, Eier, Bratwurst und Spam“ empfehlen, da sei nicht so viel Spam dabei. Die Frau kreischt „Ich mag kein Spam!“ zurück, woraufhin die Wikinger mit einem Loblied auf Spam (siehe unten) einfallen. Später beginnen die Wikinger ihr Spam-Lied noch zwei weitere Male, als das Wort „Spam“ mehrmals hintereinander fällt. Die ersten beiden Male werden sie von der Kellnerin resolut zum Schweigen gebracht, bis der Sketch völlig ins Chaotische abgleitet. Auch der ungarische Einwanderer (John Cleese) aus dem Sketch Dirty Hungarian Phrasebook hat einen Auftritt und versucht, etwas zu sagen, benutzt dabei jedoch oft und unpassend das Wort „Spam“. Er wird von der Polizei abgeführt. Eingeblendet wird eine kurze Szene mit einem Historiker (Michael Palin), der über Wikinger referiert, schließlich aber auch nur noch von Spam redet und in das zum dritten Mal einsetzende Wikinger-Lied mit einstimmt.
Es folgt der Abspann, bei dem in jeden Namen der Pythons mindestens einmal das Wort „Spam“ eingefügt wurde, später kommen dann auch andere Lebensmittel zum Zuge – von „Michael Spam Palin“ über „John Spam John Spam John Spam Cleese“ und „Eric Spam Egg and Chips Idle“ bis zum Produzenten „Ian Mixed Grill MacNaughton“.
Insgesamt wird das Wort „Spam“ in dem Sketch 132-mal genannt.

## Das „Loblied auf Spam“
Spam, Spam, Spam, lovely Spam

Wonderful Spam, Lovely Spam.

Spam, Spam, Spam, magnificent Spam,

Superlative Spam.

Spam, Spam, Spam, wonderous Spam,

Surgical Spam, splendiferous Spam.

Spam, Spam, Spam, Spaaam!
Das Lied wurde auf der CD „Monty Python Sings“ veröffentlicht.

## Referenzen
Der Spam-Sketch wird in der zweiten OVA-Folge der Girls und Panzer-Animeserie Survival War parodiert, wobei das Wort „Spam“ im japanischen Originalton durch eine leichte Zensur zu „(*)pam“ verändert wurde.
Terry Jones hat im Abspann von Erik der Wikinger als kleine Hommage an diesen Sketch die Mitteilung eingebaut, dass in dem Film überhaupt kein Spam vorkomme.